# Andrés Caicedo
Andrés Caicedo, all'anagrafe Luis Andrés Caicedo Estela (Cali, 29 settembre 1951 – Cali, 4 marzo 1977), è stato uno scrittore, drammaturgo, sceneggiatore, saggista, poeta e regista teatrale colombiano.
Nonostante la sua morte prematura, la sua opera è considerata una delle più originali della letteratura colombiana.  Caicedo ha inoltre portato diversi movimenti culturali nella sua città, tra cui il gruppo letterario Los Dialogantes, il club cinematografico di Cali e il periodico Ojo con el Cine. Nel 1970 ha vinto il I Concurso Literario de Cuento di Caracas con la sua opera Los dientes de Caperucita che lo ha fatto conoscere in tutta la Colombia. Pare che, secondo la sua convinzione, vivere più di 25 anni fosse una vergogna, o una pazzia, da qui probabilmente la ragione del suicidio.
Il lavoro di Caicedo ha come contesto principale il mondo urbano, in particolare quello dei giovani, e i suoi conflitti sociali. Contrariamente alla scuola del realismo magico, il lavoro di Caicedo è completamente radicato nella realtà sociale. Per questo, alcuni studiosi e critici danno molta importanza al suo lavoro. Nonostante sia famoso in Colombia, Caicedo è poco conosciuto nel resto dell'America Latina, tuttavia la sua produzione sta acquisendo notorietà grazie all'influenza delle sue opere sugli scrittori di nuova generazione, come Rafael Chaparro, Efraim Medina Reyes, Manuel Giraldo, Octavio Escobar e Ricardo Abdahllah.

## Biografia

### Primi anni
Andrés Caicedo era il figlio più giovane (e unico maschio) di Carlos Alberto Caicedo e Nellie Estella. Suo fratello Francisco José era nato nel 1958, ma morì tre anni dopo. Andrés studiò al Colegio Pio XII e successivamente al Colegio del Pilar. Per via del suo brutto comportamento alla scuola di Cali, nel 1964 venne trasferito al Colegio Calasanz di Medellín. Quello stesso anno scrisse la sua prima storia, intitolata El Silencio. Anche nella nuova scuola, il suo comportamento non migliorò, quindi fu trasferito di nuovo a Cali, stavolta nel Colegio Berchmans, dal quale fu poi espulso. Nel 1966 si trasferì al Colegio San Luis, venne espulso anche da questo e completò gli studi, nel 1968 al Colegio Camacho Perea.

### Prime opere
Oltre alla letteratura, Caicedo era appassionato anche di cinema e teatro. Nel 1966 scrisse la sua prima opera teatrale, Las curiosas conciencias e il suo primo racconto, Infección. L'anno seguente diresse la commedia "La cantatrice calva" di Eugène Ionesco e scrisse El fin de las vacaciones, Recibiendo al nuevo alumno, El mar, Los imbéciles también son testigos e La piel del otro héroe. Quest'ultimo lavoro gli fece vincere il primo festival teatrale degli studenti all'Università di Valle. Abbandonò l'università nel 1971 per unirsi alla compagnia teatrale di Cali, chiamata "Teatro Experimental de Cali", come attore, e lì incontrò il famoso regista colombiano Enrique Buenaventura.
Nel 1969 iniziò anche a scrivere recensioni cinematografiche per i quotidiani, in particolare per El País, Occidente e El Pueblo. Vinse un altro premio con il racconto Berenice, mentre Los dientes de Caperucita si classificò secondo al Latin American Story Contest organizzato da un periodico di Caracas.
Adattò e diresse dei lavori di Eugène Ionesco, tra cui "Le sedie". Scrisse poi i racconti  Por eso yo regreso a mi ciudad, Vacíos, Los mensajeros, Besacalles, De arriba a abajo de izquierda a derecha, El espectador, Felices amistades e Lulita, ¿qué no quiere abrir la puerta?.

### Il Club del Cinema di Cali

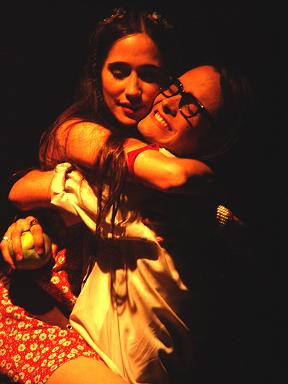
Rappresentazione di Angelitos empantanados a Medellín nel 2003.

Il suo amore per il cinema lo spinse ad aprire, insieme ai suoi amici Ramiro Arbeláez, Hernando Guerrero e Luis Ospina, il Club del Cinema di Cali. Iniziarono ad incontrarsi nella sede della compagnia teatrale di Cali (Teatro Experimental de Cali), ma in seguito si spostarono al cinema Alameda e poi ancora al cinema San Francisco. Il club del cinema attraeva molte persone, in particolare studenti, intellettuali e critici, che generalmente guardavano i film e poi si incontravano con Caceido per analizzarli.
Nel 1970 adattò e diresse "The Night of the Killers" di José Triana e, nello stesso anno, scrisse un nuovo racconto, Antígona. Nel 1971 continuò a scrivere racconti, tra cui: Patricialinda, Canibalismo, Destinitos fatales, Angelita y Miguel Ángel e El atravesado. Scrisse anche alcuni saggi, in particolare uno sulle opere di Mario Vargas Llosa e uno sulle opere di Harold Pinter.
Nel 1972 scrisse una sceneggiatura per un film (Un hombre bueno es difícil de encontrar), e il suo amico Carlos Mayolo provò, senza successo, a far produrre un film basato sulla sceneggiatura di Angelita y Miguel Angel. Nello stesso anno, Caicedo scrisse anche i racconti El pretendiente e El tiempo de la ciénaga; quest'ultimo vinse il National Contents of Story dell'Universidad Externado de Colombia.

### Il viaggio in America
Nel 1973 Caicedo andò a Los Angeles e a New York. Sognava di incontrare Roger Corman per vendergli quattro sceneggiature che aveva fatto tradurre in inglese dalla sorella. Era molto ottimista e pensava che Hollywood l'avrebbe accolto a braccia aperte, ma così non fu. In più, Corman non ricevette mai le opere. Mentre si trovava a Hollywood poté comunque intervistare Sergio Leone.
In una lettera spedita alla madre scrisse: "Hollywood è un mondo molto complesso, e quelli che ci lavoravano hanno paura della competizione, per questo non supportano gli esterni".
Dal momento che ad Hollywood nessuno gli aveva dato importanza, Caceido si dedicò nuovamente ai suoi interessi precedenti, ossia guardare film, ascoltare il blues e il rock (specialmente i Rolling Stones), e scrivere un nuovo racconto, ¡Que viva la música!, che diverrà in seguito la sua opera più conosciuta. Iniziò anche a scrivere Memories of a Cinema Lover, un diario che intendeva trasformare in un romanzo.

### Ultimi anni
Il 1974 è l'anno in cui Caicedo pubblicò per la prima volta Ojo al cine, il periodico specializzato in cinema che divenne ben presto la più importante pubblicazione sull'argomento di tutta la Colombia. Tornò anche negli USA, stavolta per partecipare all'esposizione internazionale del cinema.
L'anno successivo pubblicò, con il supporto economico della madre, il racconto El Atravesado, che gli diede la fama internazionale.

### Il suicidio
Andrés Caicedo provò a suicidarsi due volte nel 1976. Dopo questi episodi scrisse altri due racconti, Pronto e Noche sin fortuna.
Nel pomeriggio del 4 marzo 1977 Caicedo ricevette una copia del suo romanzo ¡Qué viva la música!, nel quale aveva affermato che vivere più di 25 anni è una pazzia, poi scrisse una lettera al suo amico Miguel Marías raccontandogli che la sua fidanzata l'aveva appena lasciato per un motivo che lui non conosceva. Poi prese 60 pillole di secobarbital.
Parlando della sua morte, Alberto Fuguet disse:

## Influenze
Il primo autore colombiano ad essere influenzato da Caicedo è stato Manuel Giraldo Magil di Ibagué nella sua opera Conciertos del Desconcierto. Negli anni novanta, "Opium" di Rafael Chaparro Madiedo, presentava notevoli influenze riconducibili a Caceido. Anche altri autori, come Octavio Escobar Giraldo, Efraím Medina e Ricardo Abdahllah, sono ricollegabili allo stile letterario di Caicedo.
La compagnia teatrale Marcantelas di Medellín ha messo in scena Angelitos empantanados per oltre un decennio.

## Opere
La maggioranza delle opere di Caicedo è stata pubblicata dopo la sua morte, grazie all'impegno di alcuni dei suoi amici. Tra i suoi lavori troviamo racconti, testi teatrali e saggi. Vennero pubblicate anche alcune lettere che aveva scritto alla madre, alle sorelle e agli amici.
- El cuento de mi vida (2007). Bogotà: Norma.
- Ojo al cine (1999). Bogotá: Norma.
- Angelitos empantanados o historias para jovencitos / A propósito de Andrés Caicedo y su obra (1995). Bogotà: Norma.
- Recibiendo al nuevo alumno (1995). Cali: Editorial de la Facultad de Humanidades. Universidad del Valle.

### Romanzi
- ¡Que viva la música! (1977)
- Noche sin fortuna (incompleto) (1976)
- La estatua del soldadito de plomo (incompleto) (1967)

### Racconti
- Pronto (1976)
- En las garras del crimen (1975)
- Maternidad (1974)
- El pretendiente (1972)
- El tiempo de la ciénaga (1972)
- El atravesado (1971)
- Destinitos fatales (1971)
- Calibanismo (1971)
- Patricialinda (1971)
- Antígona (1970)
- Berenice (1969)
- Lulita, ¿qué no quiere abrir la puerta? (1969)
- Felices amistades (1969)
- El espectador (1969)
- De arriba a abajo de izquierda a derecha (1969)
- Besacalles (1969)
- Vacíos (1969)
- Por eso yo regreso a mi ciudad (1969)
- Infección (1966)
- Los mensajeros (1969)
- Los dientes de Caperucita (1969)
- Infección (1966)
- El silencio (1964)

### Testi per cinema e teatro
- Un hombre bueno es difícil de encontrar (1972)
- El fin de las vacaciones (1967)
- Recibiendo al nuevo alumno (1967)
- El mar (1967)
- Los imbéciles también son testigos (1967)
- La piel del otro héroe (1967)
- Las curiosas conciencias (1966)